# Dennis Quetsch
Dennis Quetsch (* 1991 in Wiesbaden) ist ein deutscher Patissier und Küchenchef neben Marco Müller im einzigen Berliner Dreisterne-Restaurant Rutz.

## Werdegang
Nach der Ausbildung im Zum Krug in Eltville am Rhein wechselte er 2010 zum Restaurant Schwarz bei Manfred Schwarz in Heidelberg.
Nach weiteren Praktika ging er zum Restaurant Rutz in Berlin, in dem er 2017 Souschef und im Februar 2020 Küchenchef neben Marco Müller wurde. Das Restaurant Rutz wird seit 2020 als erstes und einziges Berliner Restaurant mit drei Michelinsternen ausgezeichnet.

## Auszeichnungen
- 2019: Patissier des Jahres der FAZ[7]
- 2021: Drei Michelinsterne für das Restaurant Rutz neben Marco Müller